# 相原勇
相原 勇（あいはら ゆう、1967年〈昭和42年〉4月1日 - ）は、日本のタレント、女優、歌手。本名、小原 靖子（おばら やすこ）。
広島県安佐郡祇園町（現・広島市安佐南区）出身。ボールド所属。

## 来歴・人物
出生地は広島県高田郡。幼稚園時代は父の仕事の関係で山口県に住む。幼稚園の年長の時に広島市安佐南区祇園町に移る。広島市立祇園中学校 → 鈴峯女子高等学校卒業。
中学生の時にミュージカル『ピーター・パン』で、榊原郁恵の演ずるピーターパンが観客の上を飛ぶのを観て感動し、「ピーター・パンを演じるために芸能界に入った」と語っている。
1984年、ピーター・パンを演じるためには芸能界に入る必要があると考え、高校生の時、第9回ホリプロタレントスカウトキャラバンに応募。中国・四国地区代表として応募総数12万人の中から決勝まで残る。
1985年4月、西村知美が優勝した「第1回ミス・モモコクラブ」で準優勝をし、芸能プロダクション原プランニングにスカウトされる。父親から「東京の大学に送ったと思って4年間は待ってやるから、4年経っても成功出来なかったらあきらめて帰って来い」と言われ、芸能界デビューのため上京。その後、おニャン子クラブのオーディションを受け、合格ももらっていたが、「専属のレコード会社、雑誌も全て決まっているから仕事の幅が狭くなってしまう」という事務所の判断でおニャン子クラブへの加入を辞退し、ソロデビューを選択することになった。
1986年4月、原プランニングから、本名の小原靖子名義で「ちょっとHENSHIN」（ワーナーパイオニア）という曲でアイドル歌手として念願の芸能界デビューを果たす。秋元康のプロデュースで、当時秋元が手掛けていたおニャン子クラブの「おっとCHIKAN!」に見せかけた企画モノで、相原自身「間違えて買ってくれる人がいないかなって」と思っていた。弱小事務所だったため、テレビ出演は少なかった。その後、当初デビュー曲予定だった、同じ秋元プロデュースで広島弁「ぶち」を題名に使い「じゃけぇ」や「たいぎぃ」などの広島弁を随所に散りばめた「恋はBUCHIBUCHI!」という曲を同年8月に出すも、事務所の倒産もあり、芸能界での活動は一時制限された。
1987年、小学館の雑誌『GORO』の激写で篠山紀信撮影のヌードを披露。それが縁でGOROで一時期小さいコラムを持ったり、編集部の手伝いをしていた。
1989年2月、TBS『平成名物TV』内の1コーナー「三宅裕司のいかすバンド天国」（通称「イカ天」）の司会者に抜擢され、明るく元気な女の子といったキャラクターで大ブレイク。この年の4月が、前述のように父親に言われていた4年間のタイムリミットだった。「もし「イカ天」に抜擢されていなかったら、広島に帰っていた」と本人も語っている。そして、この番組のオーディションの時にも「『クラシックが好き』と話したのになぜか受かってしまった」と話している。この番組出演を機に芸名を相原 勇に変えての再スタートであった。なお、この芸名は「『相』には“私=I”と“愛”をいっぱい込めた意味、『勇』は男子にも女子にも通用する名前、“あなた=YOU”、自分に勇気を奮い立たせて励ますといった意味で、IとYOUを両方入れて“自分は一人じゃない”ということを込めた」由来であるといったことを語っている。
1990年は、女優として4月に映画『香港パラダイス』に、10月にフジテレビ月9ドラマ『すてきな片想い』に出演し、7月には歌手としてシングル「ボクはパワー」で相原勇として歌手デビュー、また4月から10月まで文化放送のラジオ番組『相原勇のBEBOP YOU』に出演する他、CM出演や番組司会でも活躍した。
1992年8月3日～27日の中日劇場『ピーター・パン』公演を白紙にとホリプロが劇場へ申し入れたが、交渉の末に沖本富美代・沖本美智代を東京・大阪公演に、相原勇が名古屋公演で中日劇場のピンチヒッターで劇場スケジュールに穴があかずに済んだ。
1993年から1995年まで3年連続で、芸能界に入るきっかけとなったミュージカル『ピーター・パン』で主役のピーター・パンに抜擢され夢を叶えた。
1996年5月、横綱として活躍していた曙と交際宣言。当時曙は外国人である為に嫌われ役に位置付けされる事が多く、外国人男性と付き合っている相原勇に対しても嫌悪感が持たれた。それを機に人気が急激に低迷し曙とも破局し芸能活動を休止してニューヨークに渡った。
1998年に芸名をYASUKOに改名し芸能活動を再開。その後、相原 勇に再改名。
2001年12月、英語と演劇を学んでいる時に出会ったアイルランド人の画商とアメリカ同時多発テロ事件をきっかけに結婚。
2006年8月、ニューヨークで歌とダンスの稽古を積み、16年ぶりのアルバム『Thank You』（デビュー20周年記念アルバム）をリリースした。
2011年9月、前夫と離婚。
2013年3月、現在の夫と再婚していたことが2013年5月13日に明らかになった。所属芸能事務所によると、再婚相手はハワイに住む一般男性で、相原もハワイに居住しているという。

## 音楽

### シングル
1. ちょっとHENSHIN（1986年4月10日） - 小原靖子名義
（c/w）嫌い
2. 恋はBUCHIBUCHI!（1986年8月11日） - 小原靖子名義
（c/w）ミラージュ ドリーム －蜃気楼の中へ－
3. ボクはパワー（1990年7月21日） - ダイハツ工業「ロッキー」CMソング
（c/w）フジヤマ・ママ
4. 約束するよ（1991年3月21日） - NHK総合テレビアニメ「おばけのホーリー」テーマソング　
（c/w）あ・そ・ぼ・ぜ
5. 恋愛シネマシアター（1992年1月21日）
（c/w）雨とファニー・フェイス

### アルバム
- Hello, Good-Day!!（1990年11月）
- Thank You（2006年8月）

### その他
- NHK みんなのうた「魔法のクレヨン」（放送時期：1992年6月 - 7月期）
  - 作詞：YU・KA・RI、作曲：大堀薫、編曲：大堀薫、アニメーション：大井文雄
- NHK教育 あしたもげんきくん 主題歌
  - 作詞：織田ゆり子、作曲：上条はじめ

## 出演

### テレビドラマ
- ザ・ハングマン6（1987年4月10日、朝日放送・テレビ朝日系）第7話　＝小原靖子名義
- 光戦隊マスクマン（1987年、テレビ朝日系）第11話 ユウ 役　＝小原靖子名義
- 仮面ライダーBLACK（1987年、毎日放送・TBS系）第9話 かおる 役　＝小原靖子名義
- 連続テレビ小説「青春家族」（1989年、NHK総合）
- 月曜ドラマスペシャル「温泉仲居番頭物語」（1990年、TBS系）
- ドラマチック22「めざせ!イカ天 ロックンOL物語」（1990年、TBS系） - 本人 役
- 愛しあってるかい!スペシャル（1990年 フジテレビ） - スキー場で出会う女子大生 役
- すてきな片想い（1990年 フジテレビ） - 落合妙子 役
- ヴァンサンカン・結婚（1991年、フジテレビ）- 宮原七重 役
- ジャック・アンド・ベティ物語（1992年、TBS）
- ドラマシティー'92「本気でオンリー・ユー」（1992年、よみうりテレビ・日本テレビ系）
- 振り返れば奴がいる（1993年、フジテレビ）- 田村のえ 役
- 世にも奇妙な物語 春の特別編「笑いの天才」（1993年、フジテレビ）
- 幕末高校生（1994年、フジテレビ）

### テレビ番組
- カウチポテトクラブ（1988年、フジテレビ）
- 平成名物TV（1989年 - 1990年、TBS）
- チキチキバンバン（1989年 - 1990年、フジテレビ）
- 何だ?こりゃ（1992年 - 1993年、フジテレビ）
- どちら様も!!笑ってヨロシク（1989年 - 1993年、日本テレビ）
- クイズダービー（TBS）[注 3]
- わくわく動物ランド（末期、TBS）
- 噂の!東京マガジン（TBS）
- さんまのからくりTV・さんまのSUPERからくりTV（1992年10月 - 1997年3月、TBS）
- オールスター感謝祭（期首特番・1992年秋 - 1996年秋、TBS）
- 関口宏の東京フレンドパークII（1994年4月 - 1995年9月、TBS・1993年にゲストとして出演）
- 超絶叫遊戯（1992年、TBS）
- 地球SOS それいけコロリン（1992年 - 1993年、NHK教育）
- セイシュンの食卓（1992年 - 1994年、テレビ朝日）
- 笑っていいとも!（1990年代に何度か出演、フジテレビ）
- 田舎に泊まろう!（2006年7月30日、テレビ東京） - 徳島県旧東祖谷山村にお泊り
- 世界バリバリ★バリュー（2007年4月11日、毎日放送・TBS系）
- 英語でしゃべらナイト（2007年9月10日、NHK総合）
- ジャンプ!○○中（2007年、フジテレビ）
- イカ天2007復活祭（2007年12月30日、TBS）
- ズバリ言うわよ!（2008年2月26日、TBS）
- クイズ☆タレント名鑑（2011年1月23日、TBS）
- さんま&SMAP!美女と野獣のクリスマススペシャル（2013年に出演、日本テレビ）
- 有吉反省会（2014年1月5日、日本テレビ）
- ヨソで言わんとい亭〜ココだけの話が聞ける（秘）料亭〜（2015年11月12日、テレビ東京）
- 今夜解禁!ザ・因縁（2017年3月31日、TBS）

### 映画
- 香港パラダイス（1990年、東宝）- 水沢かおり 役

### ラジオ番組
- 今日は一日“バブル世代”三昧（2013年8月11日、NHK-FM） - MC
- 相原勇・人生の達人（1991年4月 - 1993年3月、 TBSラジオ） - DJ
- 相原勇のトステムパワフルサーキット（1992年、TBSラジオ）
- シャープミュージックドキュメント スターズ・オン（文化放送）
- 相原勇のBEBOP YOU（1991年4月、文化放送） - DJ

### CM
- パフィ（不二家、1985年）
- タケダ漢方便秘薬（武田薬品工業、1989年）
- リーベンデールハーフ（雪印乳業、1990年）
- ロッキー（ダイハツ工業、1990年-1991年） - 起用当初、「ボクはパワー」がCMソングに使用された。
- サッポロ一番カップスター（サンヨー食品、1992年-1993年）
- 愛知県麻薬・覚せい剤乱用防止キャンペーンCM（1993年）
- 味の素ほんだし（1996年）